# La última oración de los mártires cristianos
La última oración de los mártires cristianos (en el original en francés, La Dernière Prière des martyrs chrétiens) es un óleo sobre lienzo del pintor francés Jean-Léon Gérôme, creado en 1883. La obra se conserva en el Walters Art Museum de Baltimore.

## Historia
En la época de Gérôme, algunos historiadores reevaluaron el alcance de la persecución de los cristianos en la antigua Roma, señalando cómo en algunos casos el martirio había sido "embellecido" por los teólogos. Los cristianos que no renunciaron a su fe fueron enviados a la arena para que sus cuerpos fueran destrozados y destruidos por fieras, en un intento de hacer imposible la resurrección. Los mártires también fueron quemados en cruces.

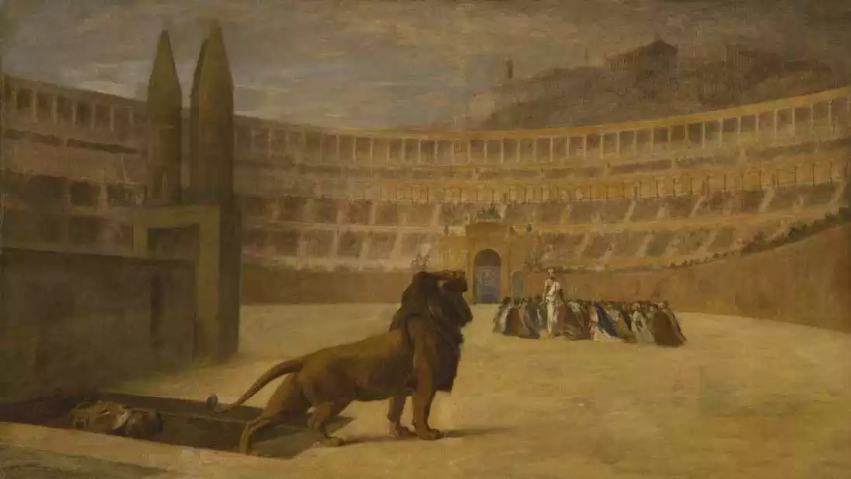
Un boceto de la obra, ahora conservado en Utah.

En 1863 el cuadro fue encargado por el filántropo y coleccionista de arte estadounidense William Thompson Walters, quien escribió una carta en la que definía con precisión todos los detalles de la pintura.  Gérôme realizó varios bocetos en óleo y tinta sobre lienzo para su obra. Uno de los dibujos se conserva actualmente en el Museo de Bellas Artes de Utah. En 1883, Gérôme terminó el afamado cuadro que, según los críticos, se ha convertido en una de las obras más importantes sobre la historia romana. Después de la muerte de William Walters en 1894, la pintura y toda su colección fueron heredadas por su hijo Henry. Para beneficio del público, Henry Walters legó la galería que previamente había abierto al público al alcalde y al concejo municipal de Baltimore.
Después de su muerte en 1931, el cuadro pasó a ser propiedad del museo de Baltimore, que abrió sus puertas el 3 de noviembre de 1934. El lienzo fue sometido a tres restauraciones, durante las cuales fue limpiado varias veces y repintado.

## Descripción
La escena se desarrolla en el Circo Máximo de Roma, como lo demuestra la forma de la arena, las dos porterías que marcan el final del muro central (la spina), la puerta triunfal situada al final y las huellas dejadas en la arena por las ruedas de los carros. En realidad, en el Circo Máximo nunca se produjeron martirios cristianos, y la estructura es mucho más parecida al Coliseo (aunque ni siquiera el anfiteatro fue escenario de martirios). En este caso el artista (conocido por el realismo histórico de sus obras) antepuso el dramatismo de la escena a su historicidad.

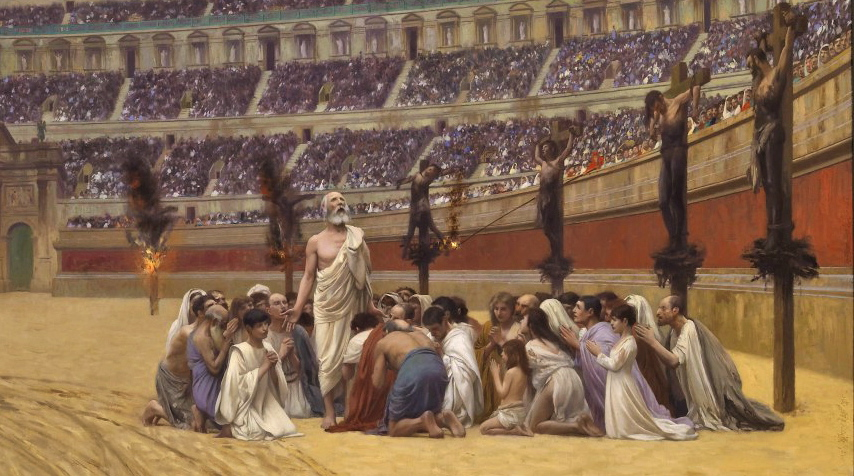
Detalle de los mártires.

Un grupo de fieles cristianos está apiñado en la pista y todos están arrodillados excepto un hombre mayor que mira al cielo y gira las palmas hacia adelante. Los cristianos rezan a Dios por última vez antes de ser atacados por leones y tigres que emergen de una trampilla subterránea (donde se encuentra la firma del autor). Otros cristianos son crucificados en los bordes de la arena, cubiertos con brea que es  prendida por un auxiliar desde las gradas. La tensión dramática aumenta con estas cruces que se incendian una tras otra, en un tormento que poco a poco se acerca a los mártires orantes.

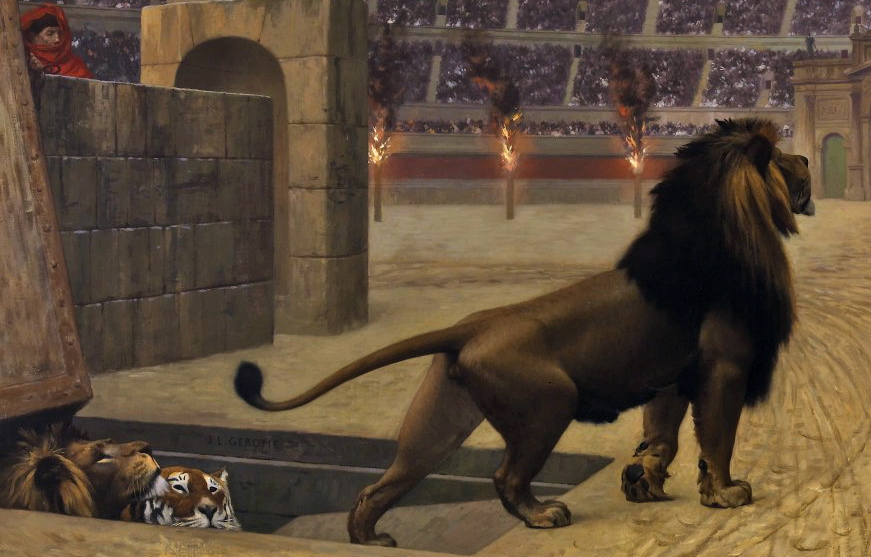
Detalle de las fieras. Nótese la firma del artista.

El primer león que entra en la arena está como suspendido, porque permanece quieto y contempla a los cristianos. El felino no se lanza inmediatamente sobre sus víctimas para despedazarlas. El público contemporáneo de Gérôme recordaba las historias de algunos cristianos condenados que no habían sido destrozados por las bestias, bajo el efecto del poder divino. El adiestrador de las fieras se encuentra detrás de la espina.

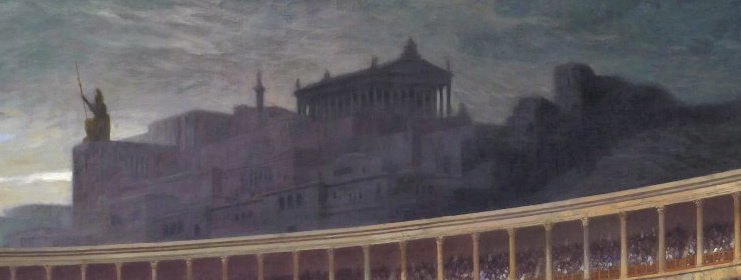
Detalle del templo.

Al fondo se ve una colina coronada por un templo con una estatua colosal, un entorno ciertamente más cercano a la Acrópolis de Atenas que al Monte Capitolino en Roma. El Capitolio es el símbolo del poder romano y el templo en su cima es sin duda el de Júpiter, que evoca el poder de la antigua religión pagana en comparación con la debilidad de los mártires y su religión recién nacida.
Al centrar el punto de vista en la pista del circo, el espectador se encuentra al mismo nivel que los mártires, aunque no forme parte de su grupo, y no entre las gradas desde donde los numerosos espectadores romanos contemplan la sentencia de muerte. Este punto de vista tiene un significado profundo, porque lleva al espectador a asimilarse a los mártires.

## Curiosidad
La obra de Gérôme recuerda al cuadro Las antorchas de Nerón (Pochodnie Nerona), realizado por Henryk Siemiradzki en 1876, que tiene como tema principal la quema de cristianos en los jardines del emperador Nerón.